# Peter Lieck
Peter Lieck (* 28. Mai 1935 in Berlin; † 2006 in Hamburg) war ein deutscher Schauspieler, Hörspiel- und Synchronsprecher.

## Leben
Peter Lieck war der Sohn des vielbeschäftigten Hörspielsprechers und Theaterschauspielers Kurt Lieck und wurde am Max-Reinhardt-Seminar in Wien zum Schauspieler ausgebildet. Neben Theaterengagements in München, Essen, Düsseldorf und Köln wurde er vor allem durch seine diversen Lesungen bekannt. Er arbeitete hauptsächlich für den Rundfunk und wirkte an vielen Hörspielen wie Der Weg zum sinnvollen Leben vom Dalai Lama und Best of Ernest Hemingway mit. Peter Lieck starb 2006.

## Filmografie (Auswahl)
- 1968 Der Idiot (TV-Mehrteiler) als Jewgenji Pawlowitsch
- 1987–1993 Moselbrück als Dr. Werner Jentsch

## Hörspiele und Hörbücher (Auswahl)
- 1948: Ernest Hemingway: Wem die Stunde schlägt, (SWF heute SWR) ISBN 978-3-86231-077-7
- 1953: Ernest Hemingway: Der Unbesiegte, (SDR heute SWR) ISBN 978-3-86231-083-8
- 1953: Ernest Hemingway: Der alte Mann und das Meer, (SWF heute SWR) ISBN 978-3-86231-079-1
- 1959: Friedrich Schiller: Kabale und Liebe (Ferdinand) – Regie: Walter Knaus (Hörspiel – SDR)
- 1962: Menander: Das Schiedsgericht – mit Armas Sten Fühler, Clara Walbrähl, Günter Kütemeyer, Marcel Hillaire, Lola Müthel, Eduard Marks, Wolfgang Forester, Gustl Halenke, Wolfgang Spier, Kurt Lieck u. Renate Schroeter (SWR2 | 82 min. ISBN 978-3-95615-399-0)
- 1983: Anna Seghers: Transit – Regie: Wolf Euba mit Christoph Lindert, Heta Mantscheff, Karl Michael Vogler, Heidy Forster und Eduard Linkers (BR/RIAS Berlin/NDR - 1983, Spieldauer: 85 min. Im Der Audio Verlag 2007 ISBN 978-3-89813-683-9)[2]
- 1977: Ernest Hemingway: Schnee auf dem Kilimandscharo, in der Bearbeitung von Rudolf Eckehard, mit: Rosemarie Fendel und Siegfried Wischnewski. Prod.: SDR, 1977. (Der Audio Verlag, 2006, ISBN 3-89813-576-4)
- 1977: Charles Dickens: Große Erwartungen, SWF Regie: Heinz Nesselrath, ISBN 978-3-95615-197-2
- 1978: Jewgenij Samjatin: Wir – Regie: Hans Gerd Krogmann (1 Stunde 57 Minuten SWF, BR, RIAS)
- 1982: Gustave Flaubert: Die Schule der Empfindsamkeit, 661 min. gekürzte Lesung, SWR 1982, erschien 2018 in Der Audio Verlag, ISBN 978-3-7424-0685-9
- 1986: Umberto Eco: Der Name der Rose mit Heinz Moog, Pinkas Braun, Manfred Steffen u. a. Hörspielbearbeitung: Richard Hey, Regie: Otto Düben. Prod.: BR/SWF/NDR
- 1992: J. R. R. Tolkien: Der Herr der Ringe mit Manfred Steffen, Hans Peter Hallwachs, Matthias Haase u. a. Hörspielbearbeitung: Peter Steinbach, Regie: Bernd Lau. Prod.: SWF/WDR
- 1994: Richard Strauss - Hugo von Hofmannsthal: Briefwechsel – gesprochen von Rolf Boysen (R. Strauss) und Peter Lieck (v. Hofmannsthal), 149 min. (ISBN 978-3-89849-631-5)
- 1999: Mary Shelley: Frankenstein oder der modernen Prometheus mit Hansa Czypionka, Jens Wawrczeck, Peter Lieck u. a. Hörspielbearbeitung: Nick McCarty, Regie: Annette Kurth. Prod.: WDR 1999 (165 Min.), erschienen im Hörverlag (ISBN 3-89584-686-4)

## Aktionen
Ganze sechseinhalb Jahre las Peter Lieck zusammen mit Bernt Hahn in der Lengfeld'schen Buchhandlung in Köln, aus Prousts 4000-Seiten-Roman Auf der Suche nach der verlorenen Zeit, vor. Die Buchhändlerin Hildegund Laaff organisierte diese auf 300 Vorlesestunden verteilte Veranstaltungsreihe. Immer am ersten und dritten Dienstag eines jeden Monats fand die abendliche Lesung in der Lengfeld‘sche Buchhandlung, der ältesten Buchhandlung Kölns statt. Der Westdeutsche Rundfunk sendete damals die Aufnahmen, stieg aber bereits nach dem dritten Buch wieder aus. Es entstand ein hauseigener Live-Mitschnitt dieser Marathon-Lesungen. Seit März 2008 liegt nun die Gesamtausgabe mit einer Lesedauer von ca. 162 Stunden in Form von insgesamt 135 CDs (jeweils mit kleinem Beiheft) vollständig vor.